# Iglesia de Santa María (Su)
La iglesia de Santa María es un edificio religioso de la entidad de población de Su perteneciente al municipio de Riner en la comarca catalana del Solsonés de la provincia de Lérida. Es una iglesia de obra popular incluida en el Inventario del Patrimonio Arquitectónico de Cataluña y protegida como Bien Cultural de Interés Nacional.

## Descripción

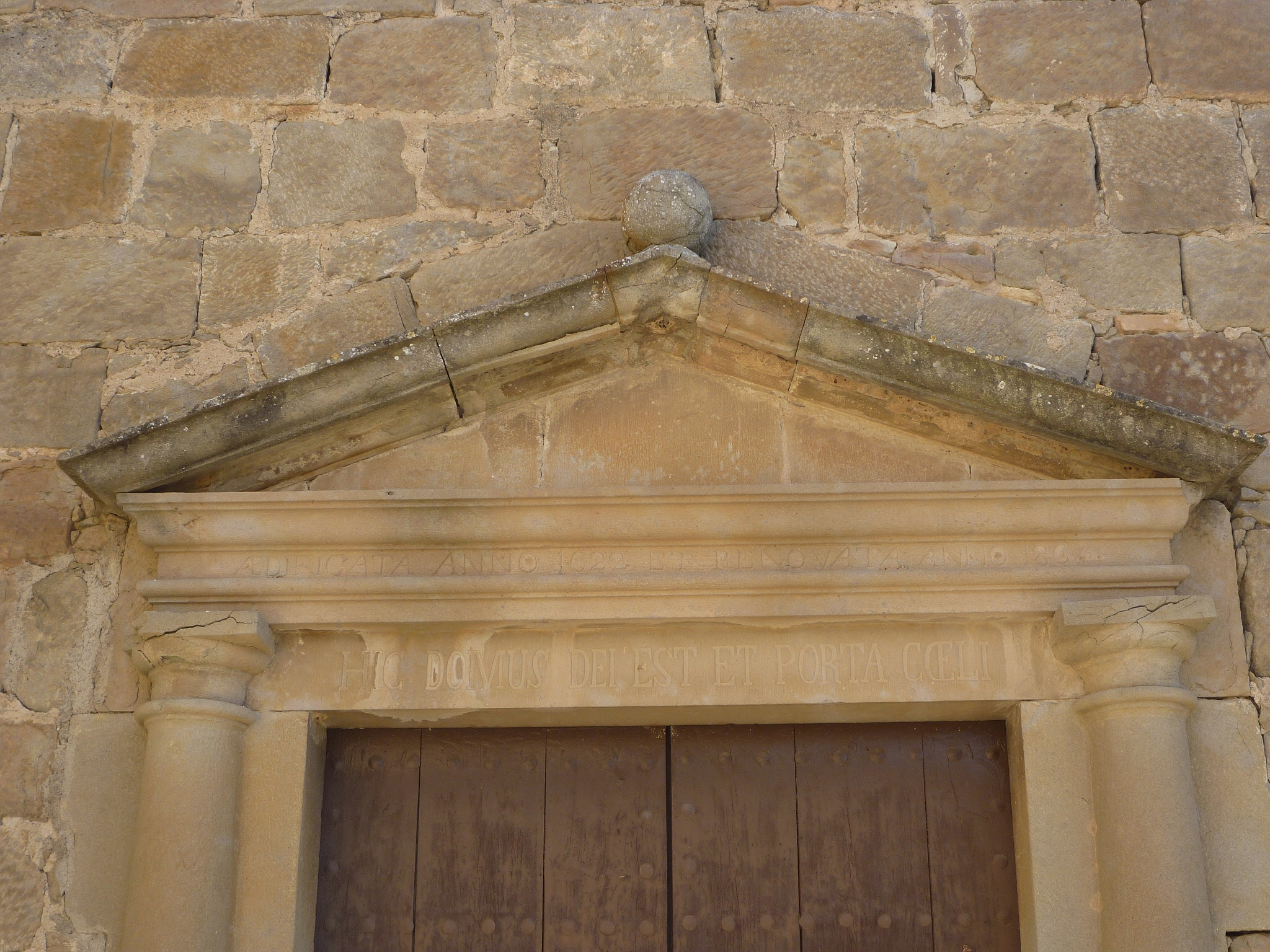
Detalle del frontón de la puerta de la iglesia.

La edificación del templo es de grandes proporciones y de estilo barroco, actualmente es la iglesia parroquial del núcleo de población de Su. Era de una sola nave que aumentaron a tres con el añadido posterior de adosar dos naves laterales, no tiene ábside. El tipo de construcción es a base de piedras más o menos regulares en hiladas. El campanario es de forma de torre tiene una gran altura y se encuentra dividido en tres cuerpos: en el cuerpo superior hay cuatro aberturas, una en cada pared, de arco semicircular y sin decoración; en el remate hay una balaustrada de piedra donde se encuentran saliendo de cada una de las esquinas, cuatro medio arcos ojivales. La fachada es sencilla, con una puerta rectangular flanqueada por semi-columnas que sostienen un entablamento con un frontón triangular sin decoración. Encima de la puerta hay un rosetón.

### Noticias históricas
La iglesia de Su está edificada sobre una primitiva antigua, que había sido cedida en el 1123 a la Canónica de Solsona por Ponç Hug de Cervera, donación ratificada el año 1192. La actual iglesia no ofrece ninguna particularidad especial. En torno a ella, se encuentran las casas que forman el pequeño núcleo de Su y la Vicaría de Su que también forma parte del inventario de patrimonio catalán.